# Tiense Vechter
Tiense Vechter, (tiếng Pháp: Combattant de Tirlemont), là một giống gà chọi của Bỉ đang có nguy cơ bị tuyệt chủng. Nó có niên đại từ cuối thế kỷ XIX, và được lai tạo đặc biệt để chọi gà. Tên của giống gà này được đặt theo tên của khu vực khởi nguồn của nó, xung quanh thành phố Tienen ở Flemish Brabant, ở phía đông miền trung Bỉ. Đây là một trong ba giống gà chọi của Bỉ, những giống gà chọi khác là Brugse Vechter và Luikse Vechter.

## Đặc điểm
Gà Tiens Vechter là một giống gà lớn và mạnh mẽ. Giống như gà Luikse Vechter và không giống như gà Brugge Vechter, nó có một đường sống lưng dốc ngược lên. Không giống như cả hai giống gà chọi đã kể trên, nó không có sắc tố đen trên mặt, da và chân, tất cả đều có màu xám nhạt. Mào có 3 lớp, không có hoặc rất ít da bên má. Ngoài 17 màu sắc được công nhận đã có trên giống gà Brugse Vechter, có bốn màu khác, bao gồm cả màu cuckoo, là các màu phổ biến nhất.

## Sử dụng
Giống gà Tiens Vechter được lai tạo để sản xuất gà chọi. Do luật pháp ở Bỉ cấm chọi gà, các người chơi môn thể thao này thường đi đến miền bắc nước Pháp để chọi với nhau. Một số chủng gà này được nuôi chỉ với mục đích để triển lãm tại các chương trình trình diễn gia cầm.